# Писарівщина (Білоцерківська сільська громада)
Пи́сарівщина — село Миргородського району Полтавської області. Населення  станом на 2001 рік становило 50 осіб. Входить до Білоцерківської сільської об'єднаної територіальної громади з адміністративним центром у с. Білоцерківка.

## Географія
Село Писарівщина знаходиться на березі річки Балаклійка, вище за течією на відстані 2 км розташоване село Корнієнки, нижче за течією на відстані 1,5 км розташоване село Балаклія.
Віддаль до селища Велика Багачка — 20 км. Найближча залізнична станція Сагайдак — за 28 км.

## Історія
Село Писарівщина виникло в другій половині XIX ст. як хутір Білоцерківської волості Хорольського повіту Полтавської губернії.
За переписом 1900 року хутір Писарівщина Білоцерківської волості Хорольського повіту Полтавської губернії належав до Гудовської селянської громади. Він мав 10 дворів, 63 жителя.
У 1912 році у хуторі Писарівщині Балаклійської волості Хорольського повіту було 35 жителів.
У січні 1918 року в селі розпочалась радянська окупація.
У 1932–1933 роках внаслідок Голодомору, проведеного радянським урядом, у селі загинуло 37 мешканців.
З 14 вересня 1941 по вересень 1943 років Писарівщина була окупована німецько-фашистськими військами.
Село входило до Балакліївської сільської ради Великобагачанського району.
13 серпня 2015 року шляхом об'єднання Балакліївської, Білоцерківської, Бірківської та Подільської сільських рад Великобагачанського району була утворена Білоцерківська сільська об'єднана територіальна громада з адміністративним центром у с. Білоцерківка.

## Пам'ятки історії
- Поблизу села – поселення черняхівської культури (II – VI століть нашої ери) та середини I тисячоліття нашої ери з ліпним посудом